# Fairview Heights
Fairview Heights est une ville de l'Illinois, dans le comté de Saint Clair aux États-Unis. 